# Christiane Ribes
Pour les articles homonymes, voir Ribes.
Christiane Ribes est une actrice française active des années 1930 aux années 1970.

## Biographie
Malgré une carrière qui s'étend sur près de 40 ans, on ne sait rien de Christiane Ribes dont on ignore même s'il s'agit de son véritable patronyme ou d'un nom de scène.
On perd définitivement sa trace après un premier et dernier rôle à la télévision, dans un épisode de la série Histoires de voyous diffusé en janvier 1979. Née vraisemblablement vers 1900, elle devait avoir environ 80 ans à l'époque.

## Filmographie
- 1932 : Tu m'oublieras de Henri Diamant-Berger : Christiane
- 1933 : Ève cherche un père de Mario Bonnard : Teresa, la mère d'Ève
- 1934 : Le Dernier Milliardaire de René Clair : la demoiselle de compagnie
- 1935 : Les yeux noirs de Victor Tourjansky : une demi-mondaine
- 1936 : Mayerling d'Anatole Litvak
- 1937 : Arsène Lupin détective d'Henri Diamant-Berger
- 1938 : Nostalgie de Victor Tourjansky : Lisa
- 1939 : Entente cordiale de Marcel L'Herbier : Madame de Vaumoise
- 1939 : Jeunes Filles en détresse de Georg Wilhelm Pabst : la mère d'Amélie
- 1942 : Caprices de Léo Joannon : la grue
- 1943 : Le Voyageur de la Toussaint de Louis Daquin : Armandine
- 1944 : Mademoiselle X de Pierre Billon
- 1977 : Le Passé simple de Michel Drach
- 1979 : Histoires de voyous, série télévisée, épisode "Les Marloupins" de Michel Berny : la vieille automobiliste.